# Joseph Nzirorera
Joseph Nzirorera (* 1950 in Mukingo; † 1. Juli 2010 in Arusha) war ein ruandischer Politiker der MRND. Er gilt als einer der Hauptinitiatoren des Genozids 1994. Er wurde vom Internationalen Strafgerichtshof für Ruanda wegen Völkermords angeklagt.
Joseph Nzirorera wurde 1950 in Mukingo (Provinz Ruhengeri) geboren. Er war Generalsekretär der MRND, der Partei des zwei Jahrzehnte diktatorisch regierenden Präsidenten Juvénal Habyarimana, zu dem er seit dessen Machtübernahme eine enge Beziehung hatte. Außerdem war er mit Habyarimanas Frau Agathe Habyarimana und deren Bruder Protais Zigiranyirazo bekannt. Er wurde Minister für Öffentliche Arbeiten. Laut einer Zeugenaussage nahm er ab Dezember 1991 an den Treffen einer Kommission teil, die Maßnahmen zur Bekämpfung der Rebellenbewegung Ruandische Patriotische Front (RPF) erarbeiten sollte. Diese Treffen gelten als maßgebliche Vorbereitung des Völkermords 1994. Er soll im Januar 1992 an einer Veranstaltung teilgenommen haben, auf der das Massaker an den Bagogwe geplant wurde. Ebenso soll er Mitglied des sogenannten Netzwerks Null gewesen sein, eines Kommunikationsverbandes von Militärs und Politikern, welches Todesschwadronen kontrollierte. In den folgenden Jahren war er an Aufbau und Finanzierung der Interahamwe sowie der Waffenbeschaffung für diese beteiligt. Seine Aktivitäten umfassten insbesondere den Bereich der Provinz Ruhengeri. Im Dezember 1993 wurde Nzirorera in einer ruandischen Zeitschrift der Erstellung von Todeslisten zur Beseitigung von Gegnern der MRND beschuldigt. Nzirorera missbilligte das Arusha-Abkommen mit der RPF.
Nach dem Tod des Präsidenten bei einem Flugzeugabsturz am 6. April 1994 war er als maßgeblicher Repräsentant der MRND an der Schaffung der Übergangsregierung beteiligt. Während des aufgrund des Todes Habyarimanas erfolgenden Völkermords an den Tutsi übte Nzirorera, gemeinsam mit Mathieu Ngirumpatse und Édouard Karemera, beträchtlichen Einfluss auf die MRND aus, deren Milizen sich am Genozid beteiligten. So sagte der damalige Premierminister Jean Kambanda aus, Nzirorera habe die Tötung aller Tutsi gefordert, die sich in die Berge von Biserero im Westen Ruandas geflüchtet hatten. So Nzirorera wirkte bei der Vorbereitung des Feldzugs in dieses Gebiet mit. Im Juli 1994 wurde er Präsident des ruandischen Parlaments.
Aufgrund der Eroberung Ruandas durch die RPF noch im selben Monat flüchtete er ins Ausland, wo er sich u. a. mit anderen Initiatoren des Völkermords in Kamerun aufhielt.
Am 5. Juni 1998 wurde Nzirorera in Benin verhaftet und im darauf folgenden Monat dem Internationalen Strafgerichtshof für Ruanda übergeben, der ihn am 27. November 2003 gemeinsam mit drei mutmaßlichen Mittätern wegen der Vorbereitung und Durchführung des Völkermords im sogenannten Regierungsprozess I angeklagt. Aufgrund von Verfahrensunstimmigkeiten wurde am 19. September 2005 ein neuer Prozess gegen ihn angestrengt. In beiden Prozessen bekannte sich Nzirorera für „nicht schuldig“.
Er starb am 1. Juli 2010 im Alter von 59 Jahren.